# MGMT
MGMT je americká alternativní rocková hudební skupina, kterou založili Benjamin Goldwasser a Andrew VanWyngarden v roce 2005. Po vydání prvního alba se členové jejich skupiny při živých vystoupeních, Matthew Asti, James Richardson a Will Berman, ke skupině připojili. Skupina vznikla na Wesleyan University a původně byl jejím vydavatelem Cantora Records, ale v roce 2006 podepsali smlouvu s Columbia Records a Red Ink.
Jejich první album jako MGMT, Oracular Spectacular se dostalo na 12. místo v UK Albums Chart a časopisem Rolling Stone bylo označeno za 18. nejlepší album desetiletí. Časopisem NME bylo označeno za nejlepší album roku 2008.
V roce 2010 byla MGMT nominována na Grammy Award v kategorii Nejlepší nový umělec. Remix jejich singlu "Electric Feel" skupinou Justice vyhrál Grammy Award v kategorii Nejlepší neklasický remix.
Jejich druhé album, Congratulations, vyšlo 13. dubna 2010. V září 2013 vyšla jejich třetí deska, pojmenovaná jednoduše MGMT.
V listopadu 2017 duo vystoupilo jako host při newyorských koncertech velšského hudebníka Johna Calea.

## Diskografie

### Alba
- Climbing to New Lows (2005) (demo verze jako The Management)
- Oracular Spectacular (2007)
- Congratulations (2010)
- MGMT (2013)[8]
- Little Dark Age (2018)
- 11•11•11 (2022)
- Loss of Life (2024)

### EP
- We (Don't) Care (2004) (jako The Management)
- Time to Pretend (2005)
- Qu'est-ce que c'est la vie, chaton? (Live At the Bataclan) (2010) [9]
- We Hear of Love, of Youth, and of Disillusionment (Daytrotter Sessions) (2011)[10]
- Congratulations Remixes (2011)[11]

### Singly
- "Time to Pretend" (2008)
- "Electric Feel" (2008)
- "Metanoia" (2008)
- "Kids" (2008)
- "Flash Delirium" (2010)
- "Siberian Breaks" (2010)
- "It's Working" (2010)
- "Congratulations" (2010)
- "Alien Days" (2013)
- "Your Life Is a Lie" (2013)
- "Cool Song No.2" (2013)
- "Little Dark Age" (2017)
- "When You Die" (2017)

### Spolupráce
- Kid Cudi  – Pursuit of Happiness (2009)
- The Flaming Lips  – Embryonic ("Worm Mountain") (2009)

## Členové skupiny
- Andrew VanWyngarden – frontman, kytara, klávesy, basová kytara, bicí (2002–současnost)
- Ben Goldwasser – zpěv, klávesy, kytara (2002–současnost)
- Matthew Asti – basová kytara (2008–současnost)
- James Richardson – sólová kytara, doprovodný zpěv, klávesy, bicí (2008–současnost)
- Will Berman – bicí, doprovodný zpěv (2005, 2008–současnost)
- Hank Sullivant - kytara (2007-2008, 2013-současnost)